# Спрайт (молния)

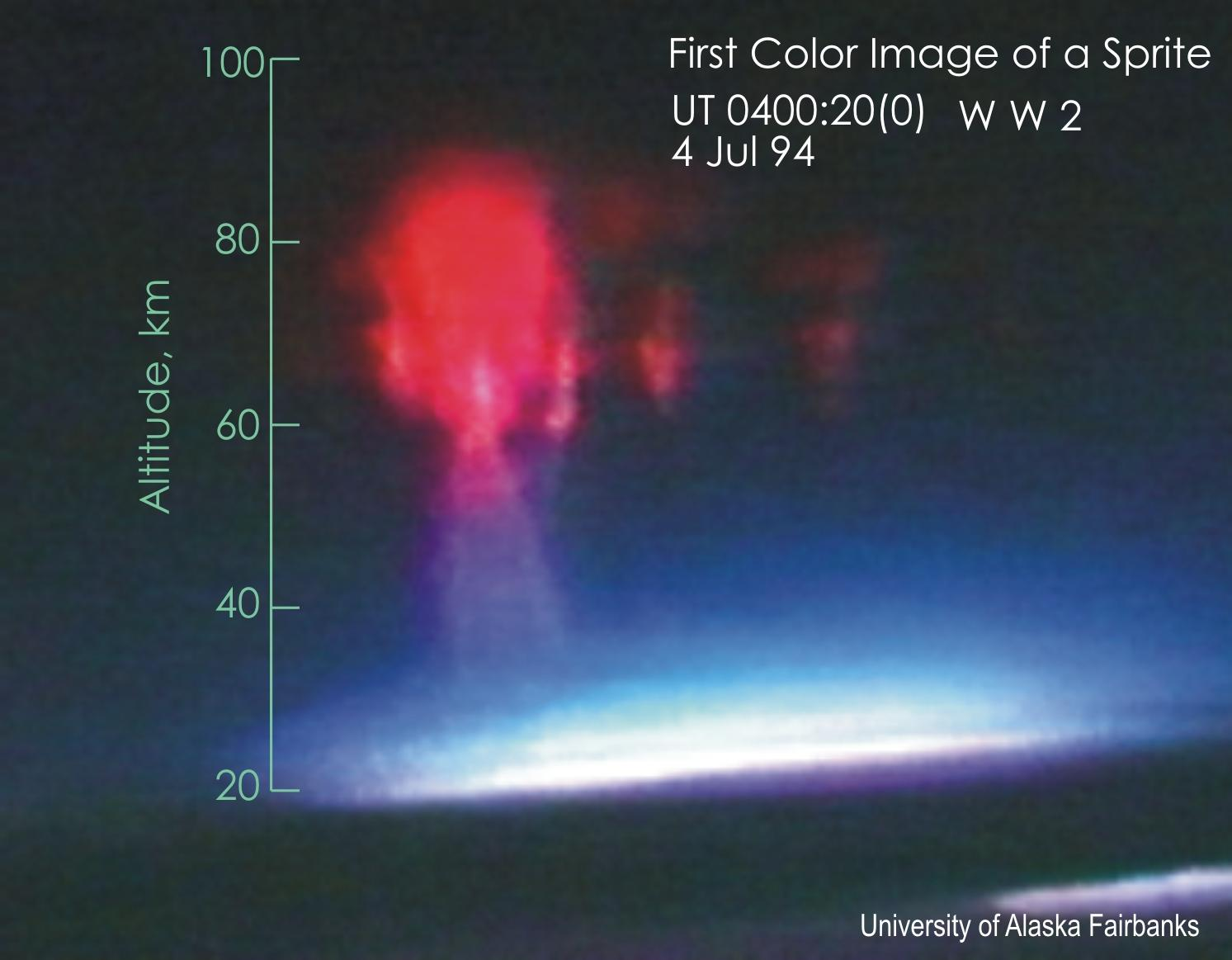
Первое цветное изображение спрайта, снятое с самолёта

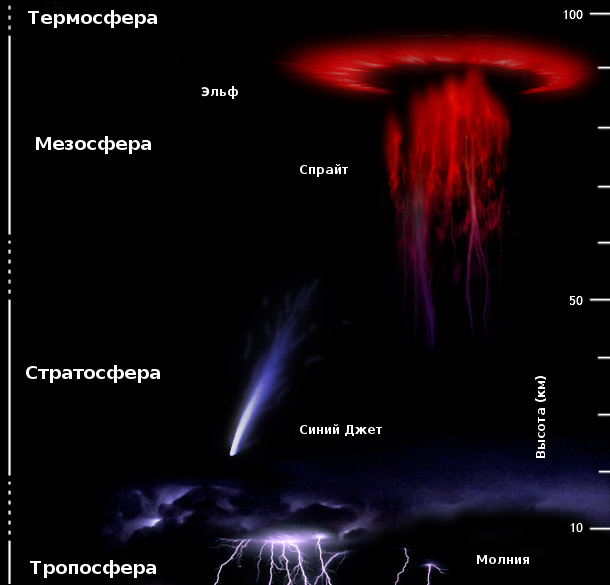
Разновидности атмосферных электрических разрядов

Спрайт (англ. sprite — фея; эльф) — вид электрических разрядов холодной плазмы, бьющей в мезосфере и термосфере. Явление спрайтов было теоретически предсказано в 1924 году.

## История
Самое раннее сообщение принадлежит Тойнби и Маккензи в 1886 году. Чарльз Уилсон в 1925 году теоретически предположил, что в верхних слоях атмосферы может произойти электрический пробой, а в 1956 году он стал свидетелем того, что, возможно, могло быть спрайтом. Впервые они были задокументированы фотографически 6 июля 1989 года, когда ученые из Миннесотского университета, используя видеокамеру с высокой чувствительностью, случайно получили первое изображение того, что впоследствии стало известно как спрайт.
В 2016 году спрайты наблюдались во время прохода урагана Мэтью по Карибскому морю. Роль спрайтов в тропических циклонах в настоящее время неизвестна.

## Описание явления
Спрайты трудноразличимы, но они появляются в сильную грозу на высоте примерно от 50 до 130 километров (высота образования «обычных» молний — не более 16 километров) и достигают в длину до 60 км и до 100 км в диаметре. Спрайты появляются через десятые доли секунды после удара очень сильной молнии и длятся менее 100 миллисекунд. Чаще всего спрайты распространяются одновременно вверх и вниз, но при этом распространение вниз заметно больше и быстрее.
Впервые это явление было зафиксировано в 1989 году случайно. 6 июля 1989 года физики из Миннесотского университета тестировали новую чувствительную камеру для экспериментов на большой высоте, камера была направлена на звёзды случайным образом. В объектив попала гроза вдали. После просмотра записи обнаружили воронкообразные вспышки света длительностью несколько миллисекунд и длиной 20 км, располагавшиеся примерно в 30 км над облаками. По чистой случайности в объектив попало неизвестное науке явление. После этого начали просматривать съёмки со спутников и оказалось что в кадр попадали десятки таких вспышек. Разница цветов у спрайта объясняется различным давлением и составом атмосферы на разных высотах. На высоте 70 км азот даёт красное свечение, а чем ближе к земле, тем больше давление и количество кислорода, что и меняет цвет на синий, голубой и белый. До сих пор о физической природе спрайтов известно крайне мало.
«Молния во время грозы может создать поле электрической напряженности в пространстве над собой, что визуально будет выглядеть как вспышка света странной формы, которая обычно называется спрайтом, — говорит Колин Прайс, геофизик из Университета Тель-Авива. — Мы сейчас понимаем, что специфические разновидности молний могут вызвать такой эффект выше в атмосфере».
Спрайты возникают чаще группами, чем по одному, организованы по кругу. Спрайты в небе подвижны, совершают «танцующие» движения. Люди, утверждающие, что видели неопознанный летающий объект (НЛО), могли принять систему спрайтов за неопознанный объект. «Свечи» (вертикальные столбы света) в спрайтах достигают 20 км в высоту, их пучок может быть диаметром до 70 км.
На протяжении последних пяти лет учёные из DTU Space Датского технического университета изучали спрайты при помощи камер на вершинах гор. Однако они позволяли делать лишь снимки небольших вспышек из облаков, расположенных на небольшой высоте. Размещение камер на международной космической станции (МКС) позволит производить наблюдения за огромными вспышками, вырывающимися из облаков.
В настоящее время в DTU Space уже есть отработанный набор инструментов для подобных исследований, получивший название Монитор атмосферно-космических взаимодействий (ASIM). Его и намерено использовать в своих исследованиях Европейское космическое агентство.
По словам Торстена Нойберта (Torsten Neubert) из DTU Space, одной из главных задач, которые предстоит решить в ходе научной работы, является понимание природы образования вспышек и измерение частоты их появления.